# Musée Léon-Alègre
Le musée Léon-Alègre est un musée archéologique situé à Bagnols-sur-Cèze.

## Histoire
Le musée doit son nom à Léon Alègre, peintre, historien, archéologue et écrivain de Bagnols au XIXe siècle. Il fonda le musée dès 1859 à partir de ses collections personnelles.

## Collections
Le musée présente des collections d'objets archéologiques en provenance du site de Courac à Tresques, du Camp de César à Laudun (Gard), de l'oppidum Saint-Vincent à Gaujac (Gard) et de celui de Lombren à Vénéjan (Gard).
On peut également y découvrir les vestiges d'une mosaïque découverte fortuitement en 1967 lors des travaux de construction de la centrale atomique de Marcoule sur le site antique de Cadenet. Elle représente un labyrinthe entourée d'un puissant rempart.